# Радзобе, Сильвия

Сильвия Радзобе (латыш. Silvija Radzobe; 29 апреля 1950, Талси — 21 апреля 2020, Рига) — латвийский театральный критик, театровед, историк и писатель. Член-корреспондент Латвийской академии наук и профессор и основатель театроведческое направление Латвийского университета. Лауреат Премии Балтийской ассамблеи по искусству (2007).

## Биография
Сильвия Радзобе родилась 29 апреля 1950 году в Талси. Училась в Талсинской средней школе, затем Латвийском государственном университете. С 1973 года опубликовала множество обзоров театральных представлений, а также исследования по истории латвийского театра и современных театральных процессов. Составила альманах «Театр и жизнь» (1983—1992).
Исследовала творчество Александра Чака, написал рефлексию «Брошюра о моей ненависти» («Brošūra par manu naidu», 1990) и исследование «Дело космополитов и Александра Чака» («Kosmopolītu» lieta un Aleksandrs Čaks", 2017). В 2019 году была издана книга С. Радзобе «100 выдающихся латвийских актеров».
Дочь, Зане Радзобе — театральный критик. 
Сильвия Радзобе скончалась 21 апреля 2020 в Риге.